# Kawina
Le kawina (aussi orthographié kawna et kauna) est un genre musical ayant émergé au Suriname à la fin du XIXe siècle, après l'abolition de l'esclavage. Les voix sont généralement des call and response (appels et réponses) et sont accompagnées de tous les types de percussions typiques du Suriname.

## Histoire
Comme beaucoup de genres musicaux en Amérique du Sud, le kawina est originaire d'Afrique. Au début, les paroles sont religieuses. Le genre devient ensuite une musique de divertissement, avec des paroles plus critiques. Par la suite, le kawina est interprété par des orchestres d'environ dix membres jouant divers instruments locaux de percussion.
Le kawina est le style musical afro-surinamais dominant jusqu'au début du Xe siècle. Fransje Gomes joue un rôle particulièrement important dans la transition de la popularité du kaseko, car elle fait passer la prédominance de la musique à vent plus complète et des guitares électriques.
Big Jones est l'un des artistes qui ont maintenu le kawina en vie dans les années 1960. Avec Johan Zebeda, il enregistre du kawina sur disque pour la première fois de l'histoire. Ce faisant, Zebeda reçoit le soutien du producteur de radio Werner Duttenhofer, qui veille à ce que sa musique soit diffusée à l'antenne, alors que le kawina est encore marginal dans d'autres stations de radio,. Pa Monti est un autre musicien qui joue du kawina et de la banja dans son répertoire. Il joue dans Overtoom Kriyoro pendant quarante ans et forme Monti Kriyoro en 1981, avec lequel il développe également son propre style. Un artiste qui écrit ses chansons en kaseko, winti et aussi en kawina est René Waal (du groupe théâtral De Vrolijke Jeugd). Waal joue avec De Vrolijke Jeugd au Suriname entre 1940 et 1973, et quitte ensuite le groupe pour les Pays-Bas. 
Au début des années 1980, le kawina attire l'intérêt du chanteur surinamien Patrick Tevreden, qui s'exerce avec ses amis en tapant sur des seaux de viande salée à l'aide de bâtons. En 1987, il part en tournée en Guyane, territoire français d'outre-mer, et aux Pays-Bas avec NAKS et Zebeda. À son retour cette année-là, il forme Sukru Sani avec Marcel Morman. Avec l'aide de Guno Ravenberg de Radio KBC, ils connaissent un succès presque immédiat. Ensemble, le groupe produit 132 chansons. À son apogée, il donne plus de 20 concerts par mois, ce qui signifie que le kawina est revenue sur les scènes pop. Le groupe continue d'exister jusqu'en 1993,,.
Le kawina se popularise aux Pays-Bas vers les années 1990 avec des groupes tels que Sukru Sani, Ai Sa Si, Explosion, La Rouge et La Caz,,.

## Instruments et sous-genres
Les instruments typiques sont les tambours à double peau, le ganzá ou shaker et le kwa-kwa bangi (idiophone). Les voix restent toujours dans le schéma du call and response (appel et réponse). Au cours des années suivantes, le kawina se mêle également à d'autres genres musicaux tels que le kaseko et le rhythm and blues.

### Sources
- (nl) Diederik Samwel, Sranan gowtu - Iconen uit de Surinaamse muziek, 2015 (ISBN 978-9038801254).
- (nl) Marcel Weltak, Surinaamse muziek in Nederland en Suriname, 1990 (ISBN 9021593009).